# Србијашуме
Србијашуме је српско национално шумарско предузеће са седиштем у Београду.

## Опште информације
Предузеће је почело је са радом 1. октобра 1991. године у складу са Законом о шумама са циљем да интегрално газдује шумама и управља заштићеним подручјима и ловиштима у складу са принципима одрживог шумарства и профитабилности, уз повећање шумовитости и унапређење постојећег шумског фонда Републике Србије.
Јавну и привредну мисију предузеће обавља преко 20 делова предузећа (18 шумских газдинства, Биро за планирање и пројектовање у шумарству и Остали шумски производи и услуге) састављених од 69 шумских управа и 20 радних јединицa.
Од 2018. године Србија има укупно 978.283 хектара земљишта под шумама у власништву пољопривредних газдинстава.

## Делови предузећа
- Генерална дирекција Београд
- ШГ „Београд“ Београд
- ШГ „Северни Кучај“ Кучево
- ШГ „Тимочке шуме“ Бољевац
- ШГ „Јужни Кучај“ Деспотовац
- ШГ „Крагујевац“ Крагујевац
- ШГ „Борања“ Лозница
- ШГ „Ужице“ Ужице
- ШГ „Пријепоље“ Пријепоље[3]
- ШГ „Голија“ Ивањица
- ШГ „Шумарство“ Рашка
- ШГ „Столови“ Краљево
- ШГ „Расина“ Крушевац
- ШГ „Топлица“ Куршумлија
- ШГ „Ниш“ Ниш
- ШГ „Пирот“ Пирот
- ШГ „Шума“ Лесковац
- ШГ „Врање“ Врање
- ШГ „Ибар“ Лепосавић
- Биро за планирање и пројектовање у шумарству
- Остали шумски производи и услуге, Београд